# Aphanoascus pinarensis
Aphanoascus pinarensis är en svampart som beskrevs av Cano & Guarro 2002. Aphanoascus pinarensis ingår i släktet Aphanoascus och familjen Onygenaceae.   Inga underarter finns listade i Catalogue of Life.